# مريان فيثفول
مريان إيفيلين فيثفول (بالإنجليزية: Marianne Evelyn Faithfull)‏ هي مغنية إنجليزية ولدت في يوم 29 ديسمبر 1946 في مدينة لندن عاصمة إنجلترا، وقد حققت شهرة كبيرة خلال ستينيات وسبعينيات القرن العشرين.

## روابط خارجية
- مريان فيثفول على موقع IMDb (الإنجليزية)
- مريان فيثفول على موقع ميتاكريتيك (الإنجليزية)
- مريان فيثفول على موقع الموسوعة البريطانية (الإنجليزية)
- مريان فيثفول على موقع روتن توميتوز (الإنجليزية)
- مريان فيثفول على موقع قاعدة بيانات الأفلام العربية
- مريان فيثفول على موقع ألو سيني (الفرنسية)
- مريان فيثفول على موقع ميوزك برينز (الإنجليزية)
- مريان فيثفول على موقع رولينغ ستون (الإنجليزية)
- مريان فيثفول على موقع تيرنر كلاسيك موفيز (الإنجليزية)
- مريان فيثفول على موقع أول موفي (الإنجليزية)